# Frasco (Einheit)
Der Frasco war ein spanisches Volumenmaß für Flüssigkeiten in  Buenos Aires und wurde für Wein, (Oliven-)Öl und  Branntwein verwendet.
In Katalonien war das Maß geringfügig größer. Das Maß entsprach der Flasche.
Das Maß galt als Grund- und Urmaß und im Jahr
- 1822 war 1 Frasco = 2,3192 Liter
- 1833 war 1 Frasco = 119,74 Pariser Kubikzoll =  2,3794 Liter

Die Maßkette war
- 1 Frasco/Flasche = 2 Medios/Halbe = 4 Cuartos/Viertel =  8 Octavos/Achtel

Das Verhältnis zu anderen Maßen war
- 1 Pipa = 6 Bariles = 192 Frascos = 456 Liter
- 1 Caneca = 8 Frascos = 19 Liter

In Rio de Janeiro war 1 Frasco = 1,5 Quartilho = 2,129 Liter und galt als portugiesische Maßeinheit.
In Montevideo hatte
- 1 Frasco = 2,63469 Liter[2]

In Mexiko hatte
- 1 Frasco = 2,5 Bouteien[3]